# Falcão (músico)
Marcondes Falcão Maia (16 de septiembre de 1957), conocido artísticamente como Falcão, es un cantante y compositor brasileño, considerado uno de los mayores iconos de estilo kitsch.

## Biografía
Cuando era niño, Falcão se trasladó a la ciudad de Fortaleza para asistir a la escuela. Luego asistió a la Universidad Federal de Ceará, para cursar la carrera de arquitectura. Su primer álbum como compositor, titulado "Bonito, lindo e joiado", fue lanzado de manera independiente en la que llamó la atención al sello BMG. Este disco fue su primer éxito con una cobertura nacional, en la que se tradujo en versión en inglés con canciones como "I'm Not Dog No", y "Eu Não Sou Cachorro, Não" de Waldick Soriano. Poco después de repetir su fórmula, su siguiente álbum fue la canción titulada "Black People Car", la traducción de la letra de un éxito más cursi: Negro Fuscão, Almir Rogério.
Siempre lleva su florido vestido tradicional y alegre, con su toque personal de girasol atrapado en su chaqueta, además es el autor de ocho álbumes, y de un libro con frases pegadizas llamado "Leruaite".

## Discografía
- Bonito, lindo e joiado (1992)
- O dinheiro não é tudo, mas é 100% (1994)
- A besteira é a base da sabedoria (1995)
- A um passo da MPB (1996)
- Quanto pior, melhor (1997)
- 500 anos de chifre (1999)
- Do penico à bomba atômica (2000)
- Maxximum: Falcão (coletânea) (2005)
- What P*rr* Is This? (2006)